# Présidence de John Atta Mills
John Atta Mills a commencé sa présidence le 7 janvier 2009 et il l'a terminée le 24 juillet 2012. John Atta Mills, candidat du NDC, est devenu le 3e président de la Quatrième République ghanéenne après avoir battu l'opposant du NP, Nana Akufo-Addo, aux élections générales ghanéennes de 2008. Après son décès le 24 juillet 2012, john Atta Mills a été remplacé par son vice-président, John Mahama, conformément à la Constitution de 1992. Il a été le premier chef d’état ghanéen à mourir en exercice.
De 1997 à 2001, Atta Mills a été vice-président du Ghana sous le gouvernement Rawlings (en). Il n'a pas réussi à se présenter à la présidence lors des élections générales ghanéennes de 2000 (en) et de 2004 (en).
Au cours de sa campagne de 2008, il a lancé la politique Better Ghana Agenda (en). Parmi ses réalisations en tant que président, il a présidé et lancé la toute première incursion du Ghana dans la production pétrolière, après la découverte de pétrole en quantités commerciales sous son prédécesseur, John Kufuor. Au cours de sa deuxième année, le président a autorisé une révision du PIB (en) qui a ajusté à la hausse les chiffres de croissance de léconomie ghanéenne. atta mills a également signé la loi sur la protection des données (en) en mai 2012.

## Élections générales et inauguration

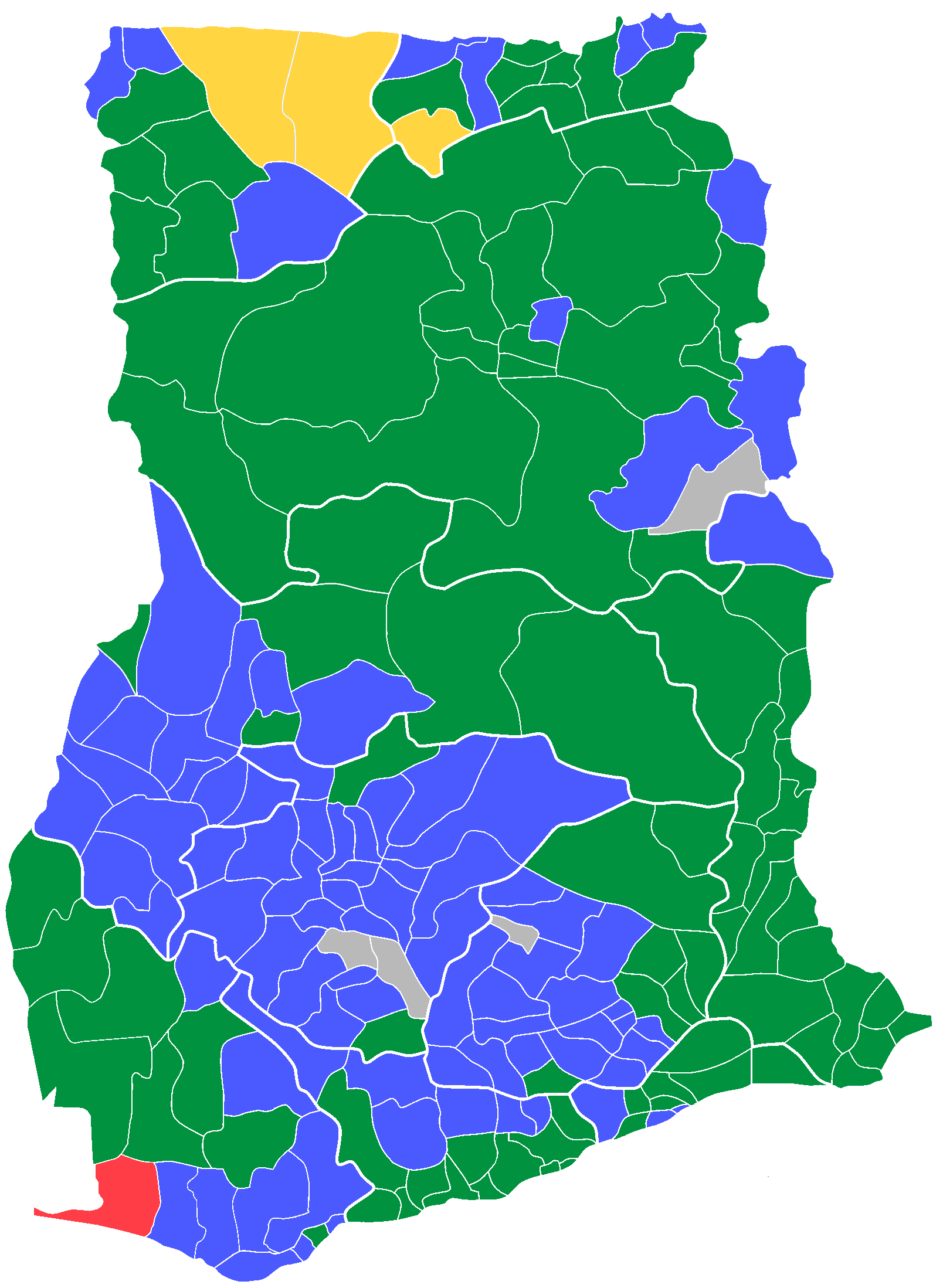
Carte montrant la géographie partisane du Ghana après les élections parlementaires de 2008. Vert : Congrès national démocratique Bleu : Nouveau Parti patriotique Jaune : Convention nationale populaire Rouge : Parti populaire de la Convention Gris : Indépendant.

Le 21 décembre 2006, il devient candidat du NDC à l'élection présidentielle de 2008, remportant la liste de son parti par un résultat de 81,4 % (1 362 voix), loin devant ses adversaires, Ekwow Spio-Garbrah (en), Alhaji Mahama Iddrisu et Eddie Annan,.
Lors des élections de 2008, John Agyekum Kufuor n'était plus éligible à la présidence, après avoir accompli deux mandats. C’est à cette époque que le terme Better Ghana Agenda (en) a été inventé.
Le principal adversaire de Mills du Nouveau Parti Patriotique était désormais Nana Akufo-Addo. Mills s'est présenté sous le slogan de campagne « Un homme meilleur pour un Ghana meilleur », sur une plateforme de changement. Il a déclaré : « Les gens se plaignent. Ils disent que leur niveau de vie s'est détérioré ces huit dernières années. Donc, si le Ghana est un modèle de croissance, cela ne se traduit pas par quelque chose que les gens peuvent ressentir ». Le résultat du premier tour de scrutin avait Akufo-Addo en tête avec 49,13 % des voix contre 47,92 % de Mills, cependant, un second tour de scrutin était nécessaire. Le deuxième tour de scrutin a eu lieu le 28 décembre 2008. Le résultat était une mince avance détenue par Mills, mais en raison de problèmes de distribution des bulletins de vote, la circonscription de Tain, située dans la région de Brong-Ahafo, a été contrainte de voter à nouveau le 2 janvier 2009. Mills a été certifié vainqueur du second tour des élections du 3 janvier, avec une marge de moins de un pour cent. Il s’agit à ce jour de l’élection la plus serrée de l’histoire du Ghana. Se décrivant comme un social-démocrate qui croyait au concept de protection sociale adopté par Kwame Nkrumah ills, il a adopté un programme politique plus complet et moins conflictuel que celui de Nkrumah ou de Rawlings. John Atta Mills a prêté serment en tant que président le 7 janvier 2009 dans le cadre d'une transition pacifique après la défaite de peu d'Akufo-Addo.

## Personnel
| Poste          | Titulaire           | Mandat      |
| -------------- | ------------------- | ----------- |
| Président      | John Atta Mills     | 2009 – 2012 |
| Vice-président | John Dramani Mahama | 2009 – 2012 |

| Poste                                                          | Titulaire                                                                                             | Mandat                                          |
| -------------------------------------------------------------- | --- | ----------------------------------------------- |
| Ministre des affaires étrangères et de l'intégration régionale | Muhammad Mumuni                                                                                       | 2009 – 2012                                     |
| Ministre de l'intérieur (en)                                   | Cletus Avoka (MP) Martin A. B. K. Amidu Benjamin Kunbuor William Kwasi Aboah                          | 2009 – 2010 2010 – 2011 2011 – 2012 2012        |
| Ministre des finances et de la planification économique        | Kwabena Dufuor                                                                                        | 2009 – 2012                                     |
| Ministre de la Défense                                         | Lt. Gen. Joseph Henry Smith                                                                           | 2009 – 2012                                     |
| Procureur général et ministre de la justice                    | Mrs. Betty Mould-Iddrisu Martin Amidu Benjamin Kunbuor                                                | 2009 – 2011 2011 – 2012 2012,                   |
| Ministre de l'Éducation                                        | Alex Tettey-Enyo (MP) Mrs. Betty Mould-Iddrisu Lee Ocran                                              | 2009 – 2011 2011 – 2012 2012                    |
| Ministre de l'alimentation et de l'agriculture                 | Kwesi Ahwoi                                                                                           | 2009 – 2012                                     |
| Ministre du commerce et de l'industrie                         | Hanna Tetteh                                                                                          | 2009 – 2012                                     |
| Ministre de la santé                                           | George Sipa-Adjah Yankey Benjamin Kunbuor Joseph Yieleh Chireh (MP) Alban Bagbin (MP)                 | 2009 – 2009 2009 – 2011 2011 – 2012 2012        |
| Ministre de l'administration locale et du développement rural  | Joseph Yieleh Chireh (MP) Samuel Kwame Ofosu-Ampofo                                                   | 2009 – 2011 2011 – 2012                         |
| Ministre du tourisme                                           | Juliana Azumah-Mensah (MP) Zita Okaikoi Akua Sena Dansua (MP)                                         | 2009 – 2010 2010 – 2011 2011 – 2012             |
| Ministre de l'énergie                                          | Joe Oteng-Adjei                                                                                       | 2009 – 2012                                     |
| Ministre des transports                                        | Mike Allen Hammah (MP) Collins Dauda (MP)                                                             | 2009 – 2011 2011 – 2012                         |
| Ministre des routes et autoroutes                              | Joe Kwashie Gidisu (MP)                                                                               | 2009 – 2012                                     |
| Ministre des terres et des ressources naturelles               | Collins Dauda (MP) Mike Allen Hammah (MP)                                                             | 2009 – 2011 2011 – 2012                         |
| Ministre des droits de la femme et de l'enfant                 | Akua Sena Dansua (MP) Juliana Azumah-Mensah (MP)                                                      | 2009 – 2010 2010 – 2012                         |
| Ministre des communications                                    | Haruna Iddrisu                                                                                        | 2009 – 2012                                     |
| Ministre de l'environnement, des sciences et de la technologie | Sherry Ayitey                                                                                         | 2009 – 2012                                     |
| Ministre de l'information                                      | Zita Okaikoi John Tia (MP) Fritz Baffour (MP)                                                         | 2009 – 2010 2010 – 2012 2012                    |
| Ministre de l'emploi et de la protection sociale               | Stephen Amoanor Kwao (MP) Enoch Teye Mensah (MP) Moses Asaga (MP)                                     | 2009 – 2010 2010 – 2012 2012                    |
| Ministre des ressources en eau, des travaux et du logement     | Albert Abongo (MP) Alban Bagbin (MP) Enoch Teye Mensah (MP)                                           | 2009 – 2010 2010 – 2012 2012                    |
| Ministre de la jeunesse et des sports                          | Muntaka Mohammed Mubarak (MP) Abdul-Rashid Pelpuo (MP) Akua Sena Dansua (MP) Clement Kofi Humado (MP) | 2009 – 2009 2009 – 2010 2010 – 2011 2011 – 2012 |
| Ministre de la chefferie et de la culture                      | Alexander Asum-Ahensah (MP)                                                                           | 2009 – 2012                                     |

| Région                          | Titulaire                                                                | Mandat                       |
| ------------------------------- | ------------------------------------------------------------------------ | ---------------------------- |
| Ashanti Regional Minister       | Kofi Opoku-Manu Dr Kwaku Agyemang-Mensah                                 | 2009 – 2011 2011 – 2012      |
| Brong Ahafo Region              | Kwadwo Nyamekye Marfo                                                    | 2009 – 2012                  |
| Central Region                  | Ama Benyiwa-Doe                                                          | 2009 – 2012                  |
| Eastern Region                  | Samuel Kwame Ofosu-Ampofo Dr Kwasi Akyem Apea-Kubi Victor Emmanuel Smith | 2009 – 2011 2011 – 2012 2012 |
| Greater Accra Regional Minister | Nii Armah Ashitey                                                        | 2009 –2012                   |
| Northern Region                 | S.S. Nanyina Moses Bukari Mabengba                                       | 2009 – 2010 2010 – 2012      |
| Upper East Region               | Mark Woyongo                                                             | 2009 – 2012                  |
| Upper West Region               | Mahmud Khalid Issaku Saliah Amin Amidu Sulemana                          | 2009 – 2010 2010 – 2012 2012 |
| Volta Regional Minister         | Joseph Amenowode (MP) Henry Ford Kamel (MP)                              | 2009 – 2012 2012             |
| Western Region                  | Paul Evans Aidoo (MP)                                                    | 2009 – 2012                  |

| Poste                            | Titulaire                  | Mandat      |
| -------------------------------- | -------------------------- | ----------- |
| Ministre délégué à la Présidence | Alhassan Azong             | 2009 – 2012 |
| Ministre délégué à la Présidence | Mrs Hautie Dubie Alhassan  | 2009 – 2012 |
| Ministre délégué à la Présidence | Amadu Seidu                | 2009 – 2009 |
| Ministre délégué à la Présidence | Stephen Amoanor Kwao (MP)  | 2010 – 2012 |
| Ministre délégué à la Présidence | Rafatu Halutie A. Dubie    | ? – 2012    |
| Ministre délégué à la Présidence | Dominic Azimbe Azumah (MP) | 2012        |